# Johannes van Maurik

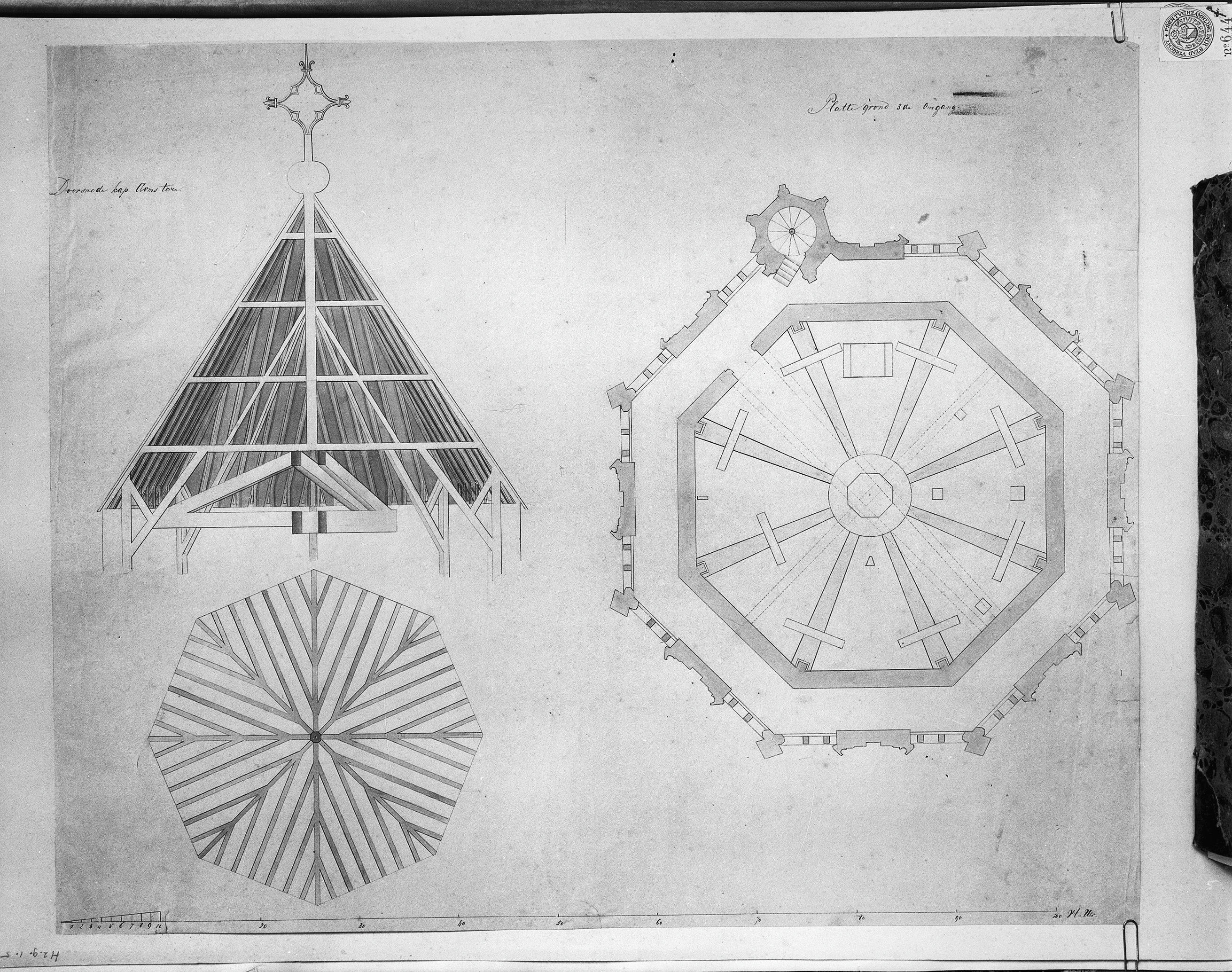
De spits van de Domtoren. Tekening van Johannes van Maurik voor herstel na de stormschade van 1836

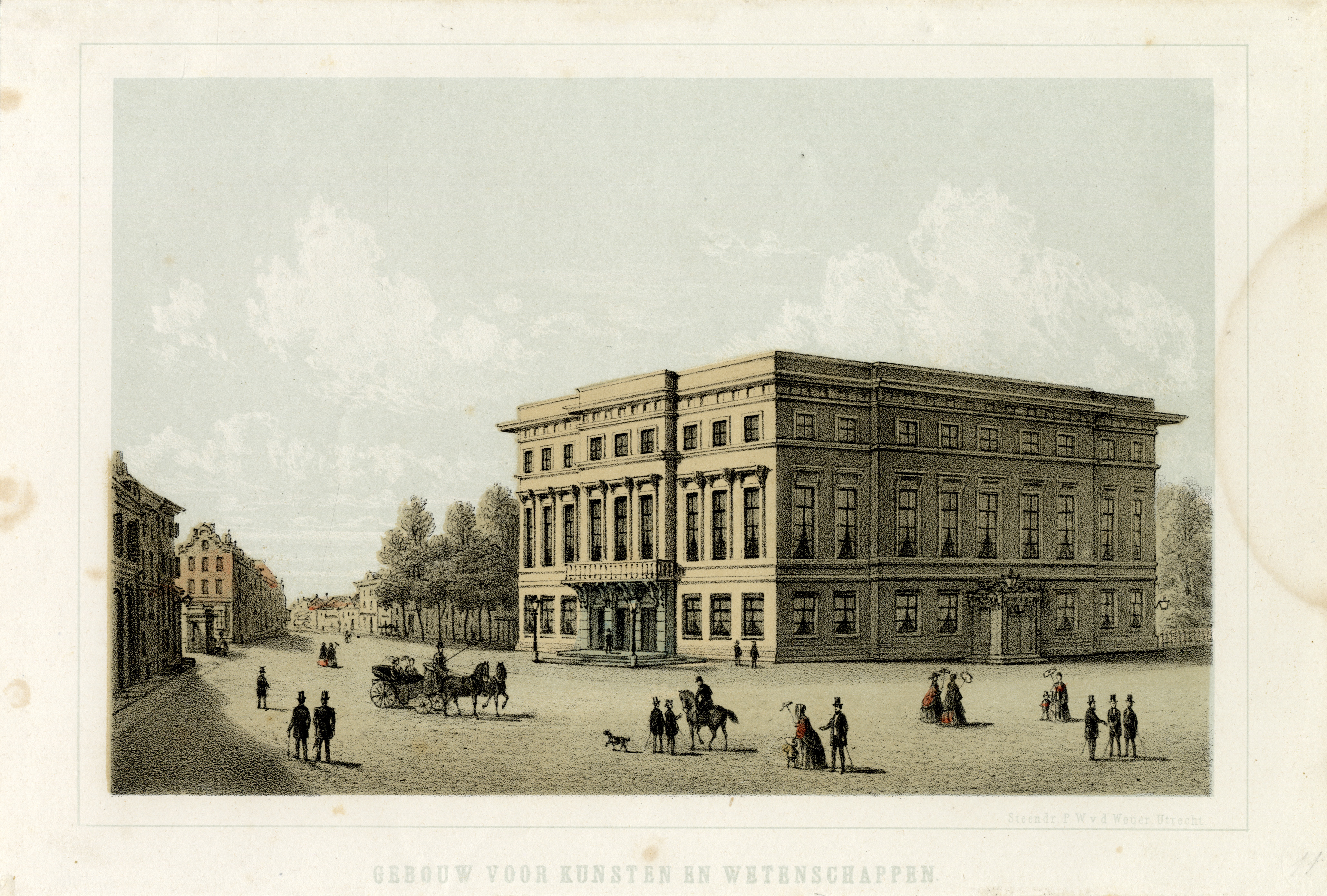
Gebouw voor Kunsten en Wetenschappen in Utrecht.Ingekleurde litho uit 1859/1860

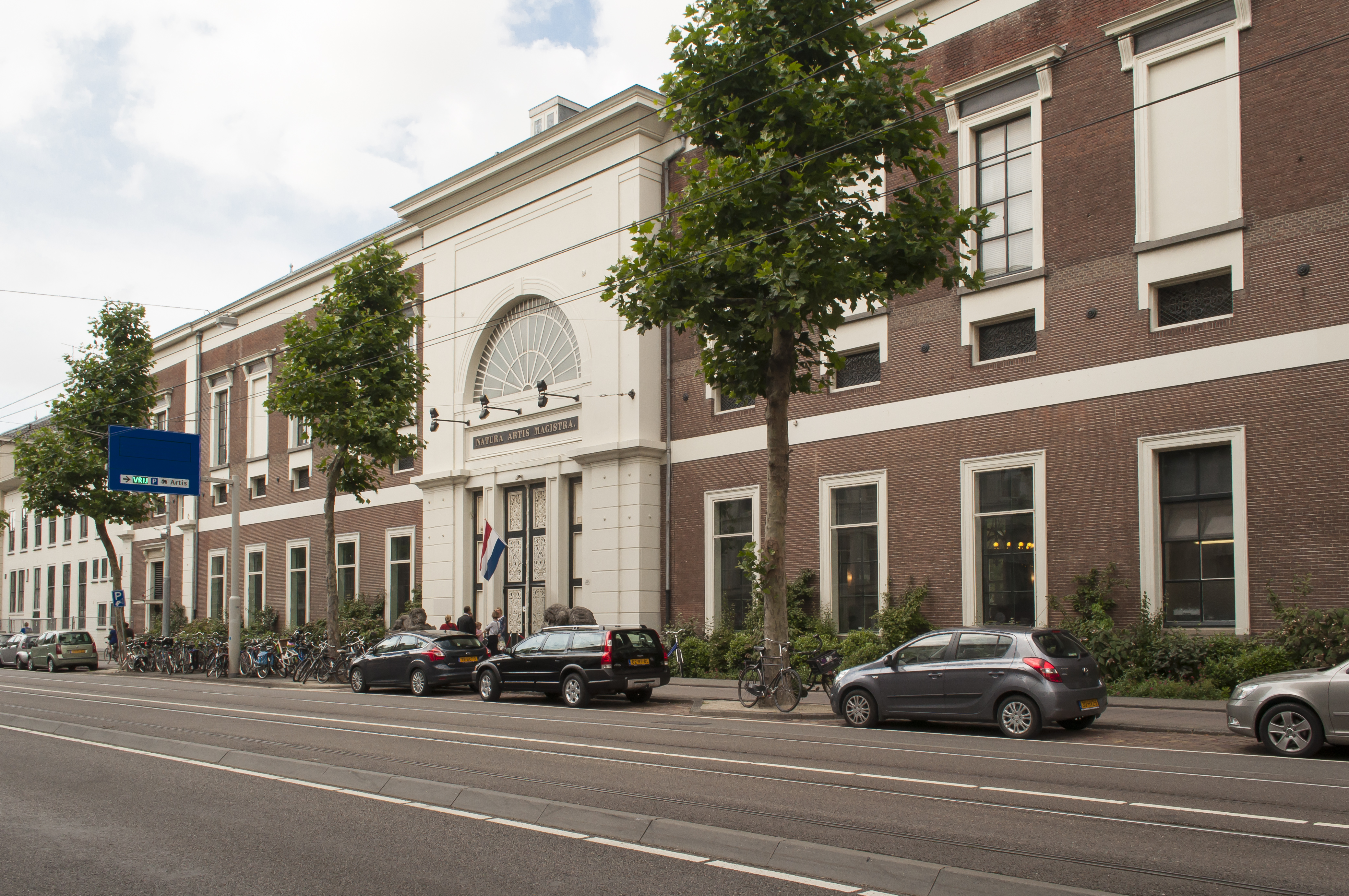
Het hoofdgebouw van Artis aan de Plantage Middenlaan in Amsterdam

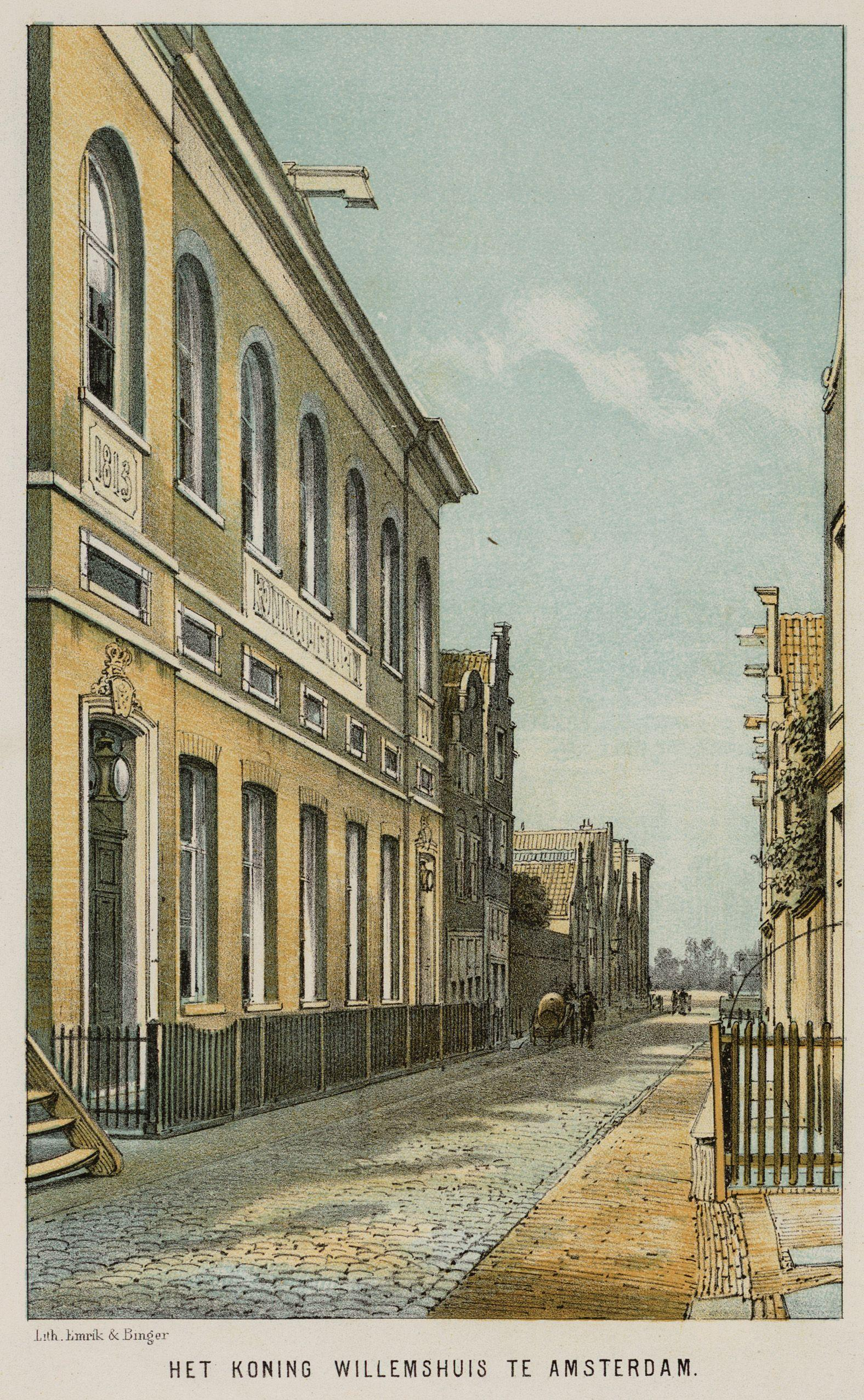
Koning Willemshuis aan de Egelantierstraat in Amsterdam. Kleurenlitho van Emrik en Binger, eind 19de eeuw

Johannes (Jan) van Maurik (Amsterdam 17 juni 1812 - Amsterdam 12 april 1893) was een Nederlandse architect van hervormde huize.
Van Maurik was de zoon van de koopman Justus van Maurik (1781-?) en Jeannetta Catharina de Haas (1780-1852), en een oom van de bekende schrijver Justus van Maurik jr.. Hij bleef zelf ongehuwd. 

## Start in Amsterdam
Hij werd opgeleid aan de Koninklijke Academie van Beeldende Kunsten in Amsterdam, waar hij in 1835 de tweede prijs won met een ontwerp voor een bibliotheek.   
Al tijdens zijn studie was hij in Amsterdam als timmerman in stadsdienst werkzaam. In 1828 fungeerde hij reeds als tot opzichter bij de bouw van het Oosterdok en Westerdok, om in 1830 op slechts achttienjarige leeftijd (!) met de verantwoordelijkheid voor de IJ- en Havenwerken te worden belast en in 1836 tot assistent-directeur van Stadswerken te promoveren.

## Stadsarchitect van Utrecht
In de zomer van 1838 solliciteerde hij met succes naar de post van stadsbouwmeester van Utrecht, als opvolger van Johannes van Embden.
In die functie was hij verantwoordelijk voor het herstel van de Domtoren na de najaarsstorm van 29 november 1836 en ontwierp hij in neoclassicistische stijl het nieuwe Gebouw voor Kunsten en Wetenschappen (1844-1846) aan de Mariaplaats. Tevens ontwierp hij de feestdecoraties ter gelegenheid van het bezoek van koning Willem II aan de stad op 18 mei 1841.
Bij de oprichting in 1842 van de Maatschappij tot Bevordering der Bouwkunst werd Van Maurik meteen lid. In 1844 schreef hij in het huisorgaan, de Bouwkundige Bijdragen, een opstel over de twee jaar eerder begonnen voltooiing van de Dom van Keulen.

## Verdere loopbaan in Amsterdam
In 1845 keerde Van Maurik terug naar Amsterdam om daar directeur van Stadswaterwerken te worden, wat hij tot zijn ontslag in 1856 bleef. Hij schreef toen ook een uitgebreide verhandeling over de stads waterwerken.
Naar zijn ontwerp verrees tussen 1850 en 1855 het neoclassicistische hoofdgebouw van Artis aan de Plantage Middenlaan. In 1858 bouwde hij de sociëteit Concordia aan de Nieuwezijds Voorburgwal (no.325-335, in 1900-1901 sterk verbouwd als kantoor annex drukkerij van het Nieuwsblad voor Nederland). 
In 1857 deed hij mee aan een prijsvraag van de Maatschappij tot Bevordering der Bouwkunst voor een essay over de vereisten van een ambachtsschool. Het naar zijn ontwerp gebouwde Koning-Willemshuis in de Amsterdamse Egelantiersstraat (1863-'64) werd eveneens in de Bouwkundige Bijdragen gepubliceerd. 

## Galerij

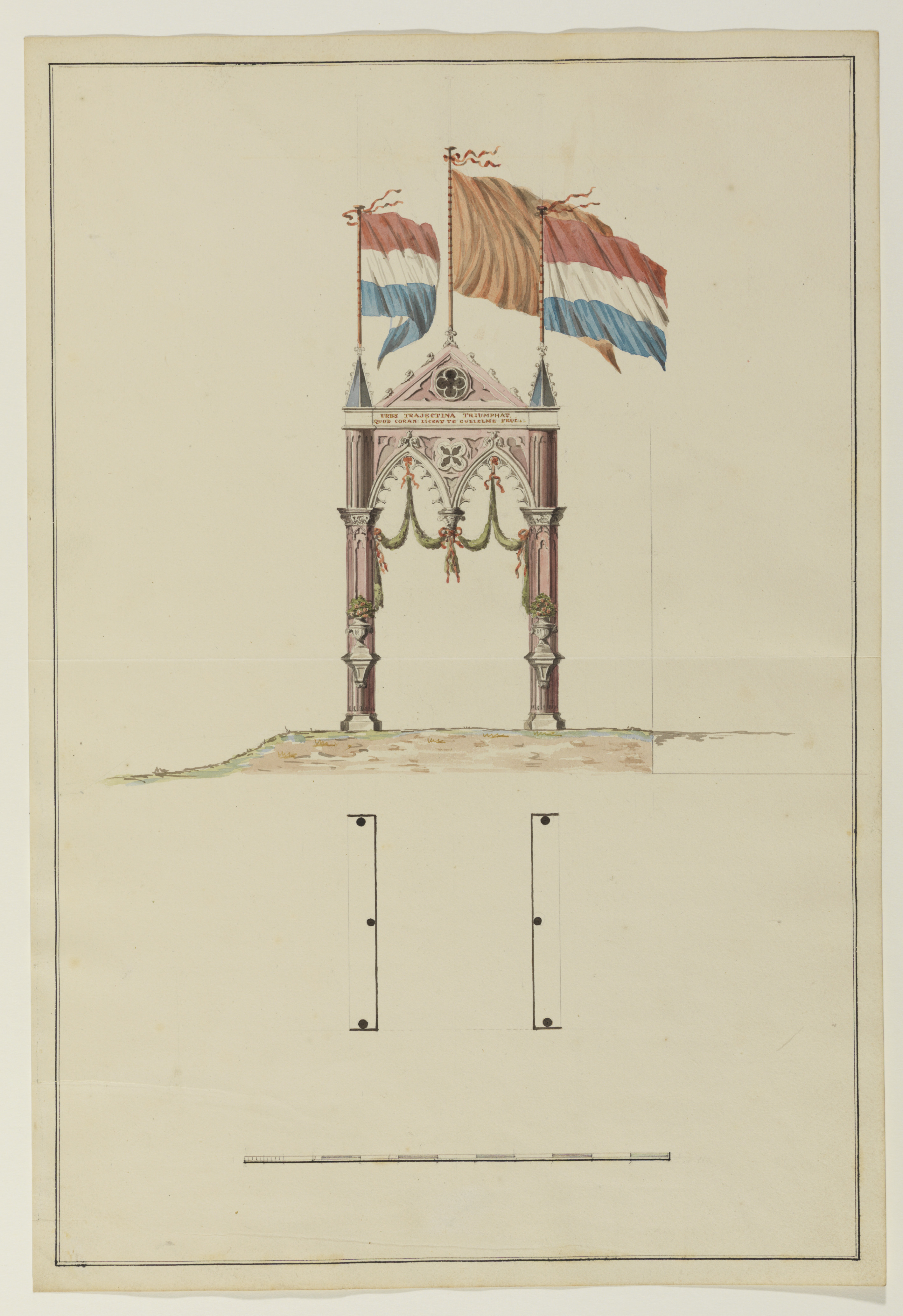
Ontwerp van Johannes van Maurik voor een erepoort bij het bezoek van Willem II aan Utrecht op 18 mei 1841
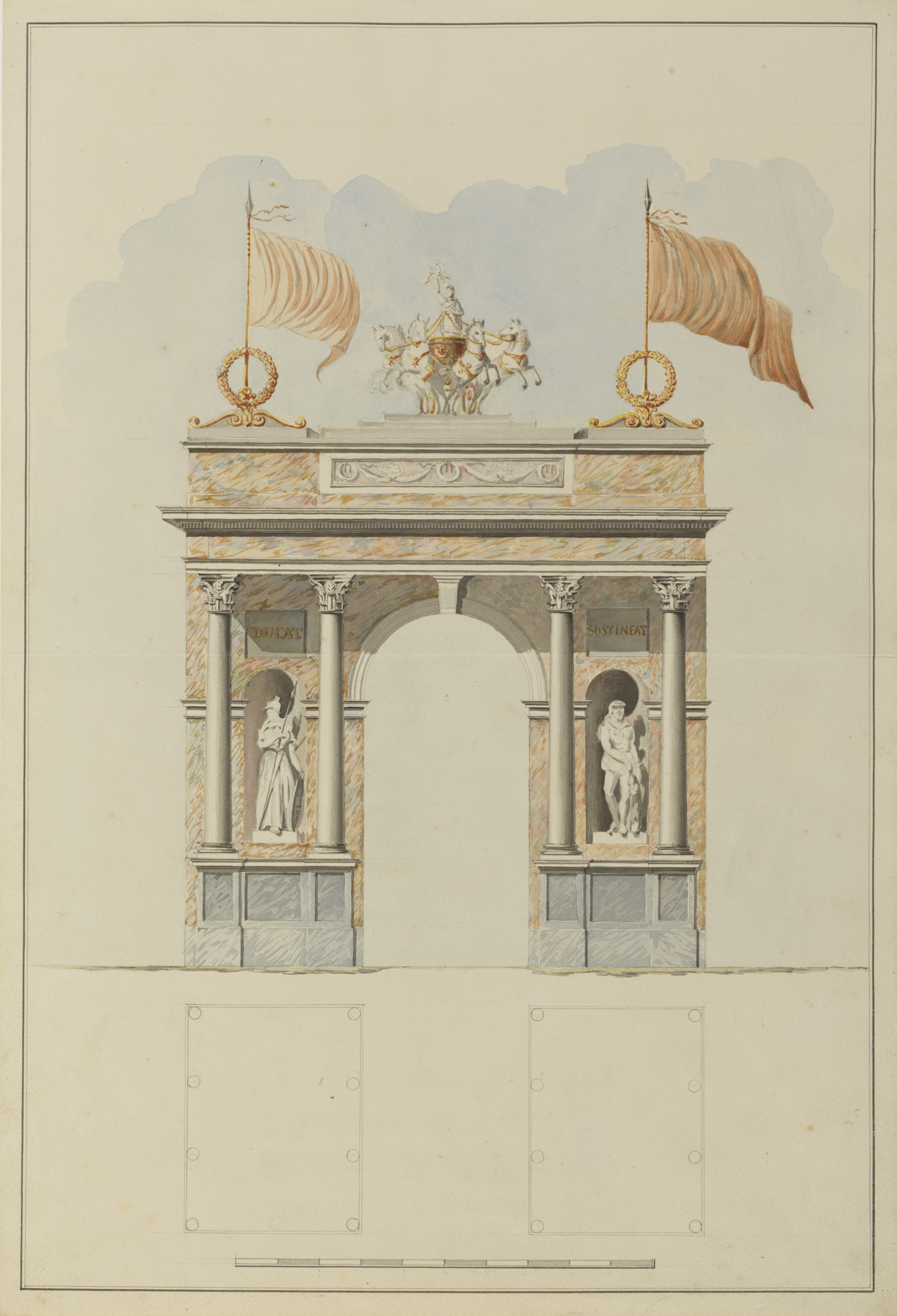
Ontwerp van Johannes van Maurik voor een erepoort bij het bezoek van Willem II aan Utrecht op 18 mei 1841
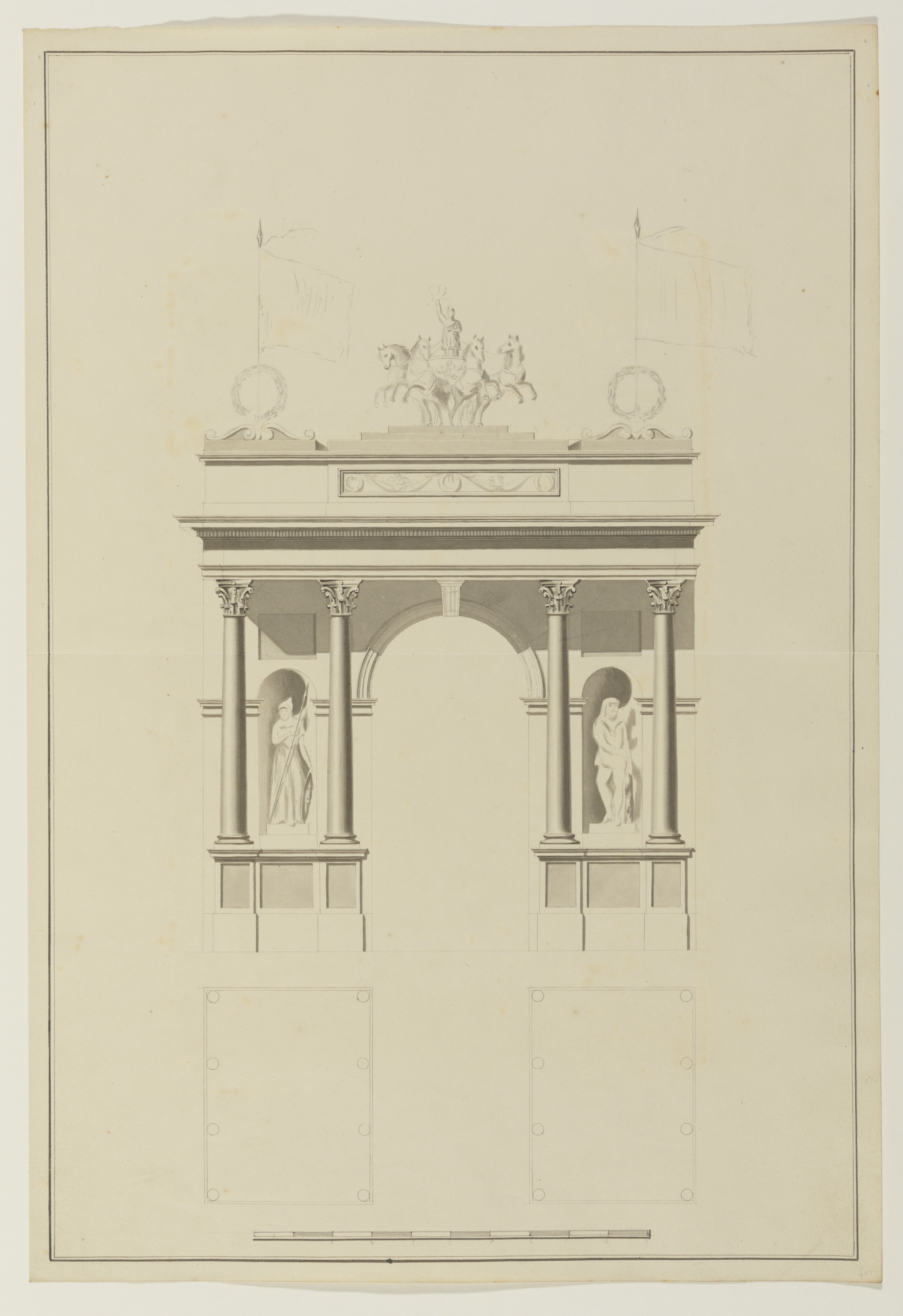
Ontwerp van Johannes van Maurik voor een erepoort bij het bezoek van Willem II aan Utrecht op 18 mei 1841.
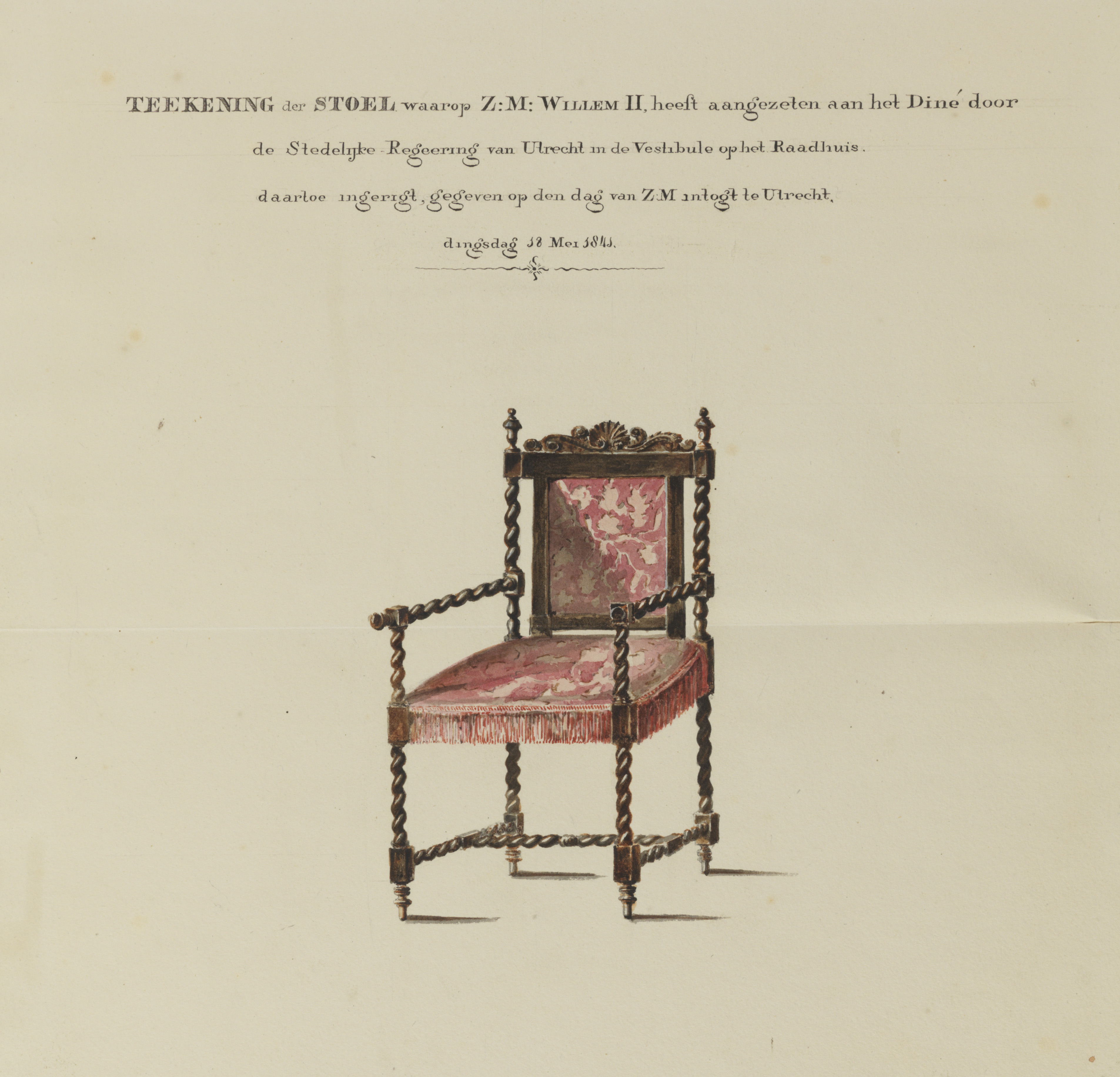
Ontwerp van Johannes van Maurik voor de stoel van Willem II bij het diner in Utrecht op 18 mei 1841
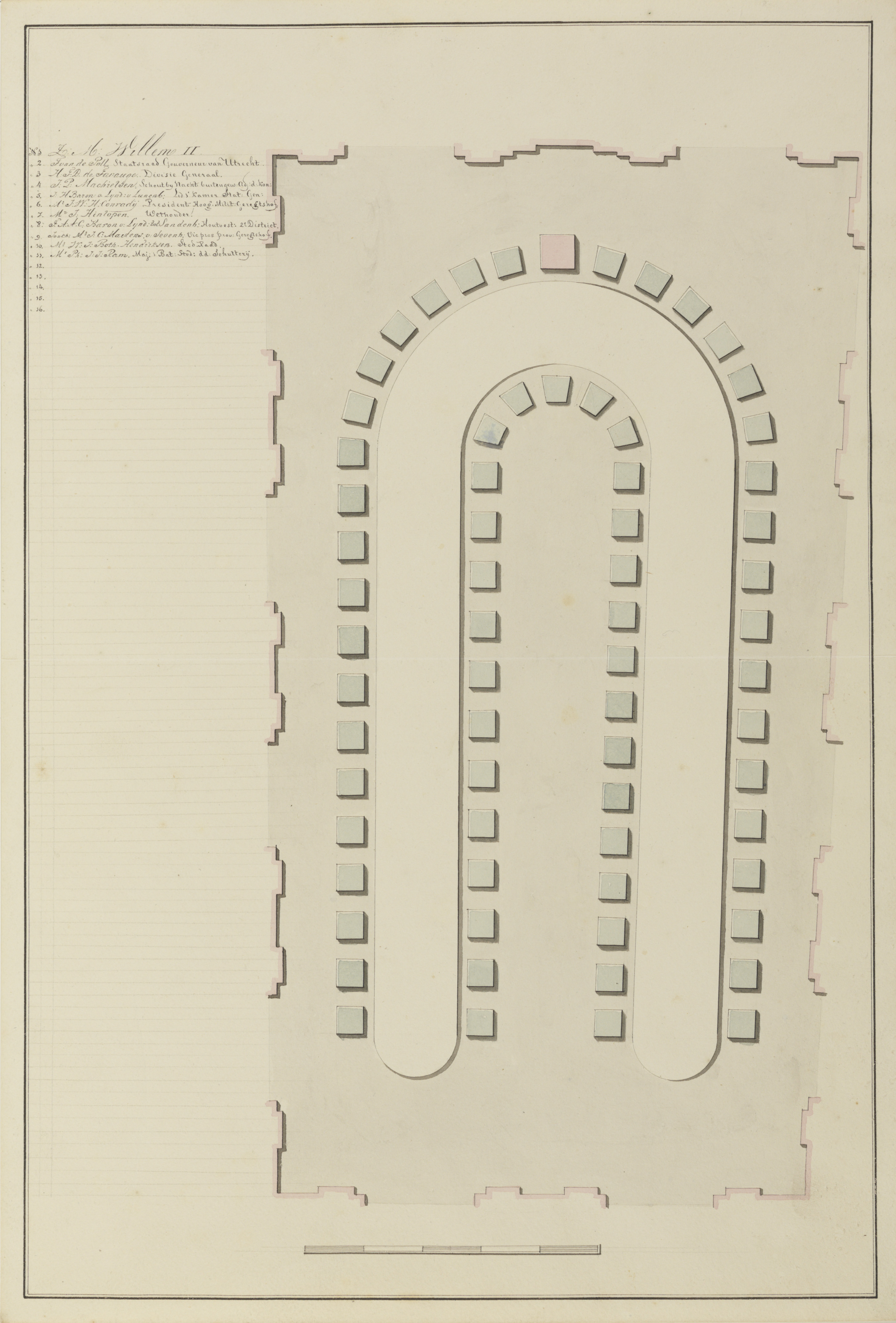
Plattegrond met de tafelschikking van het diner in de hal van het stadhuis aangeboden aan koning Willem II tijdens zijn bezoek aan Utrecht op 18 mei 1841
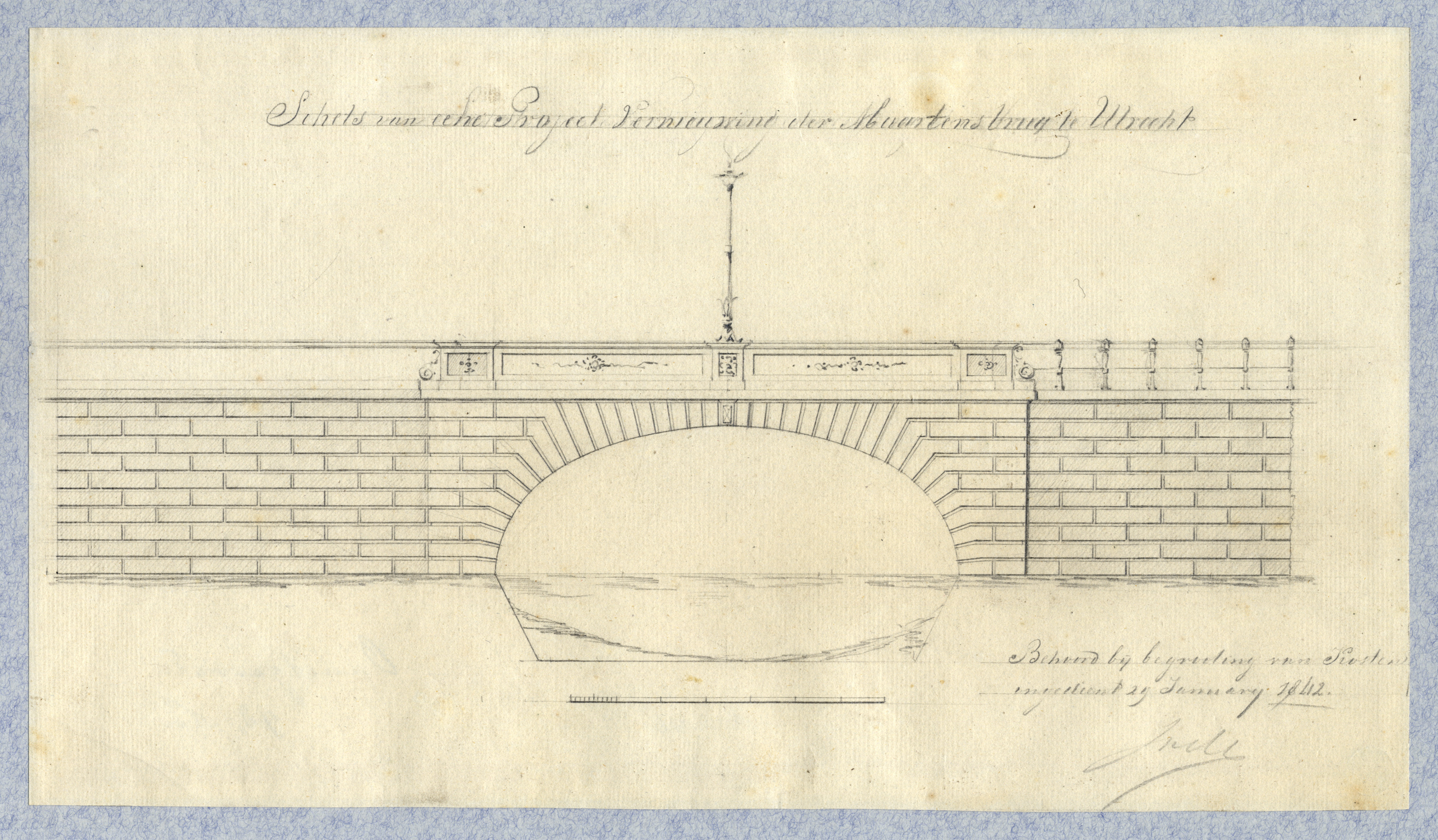
Ontwerp van Johannes van Maurik voor de Maartensbrug in Utrecht uit 1841
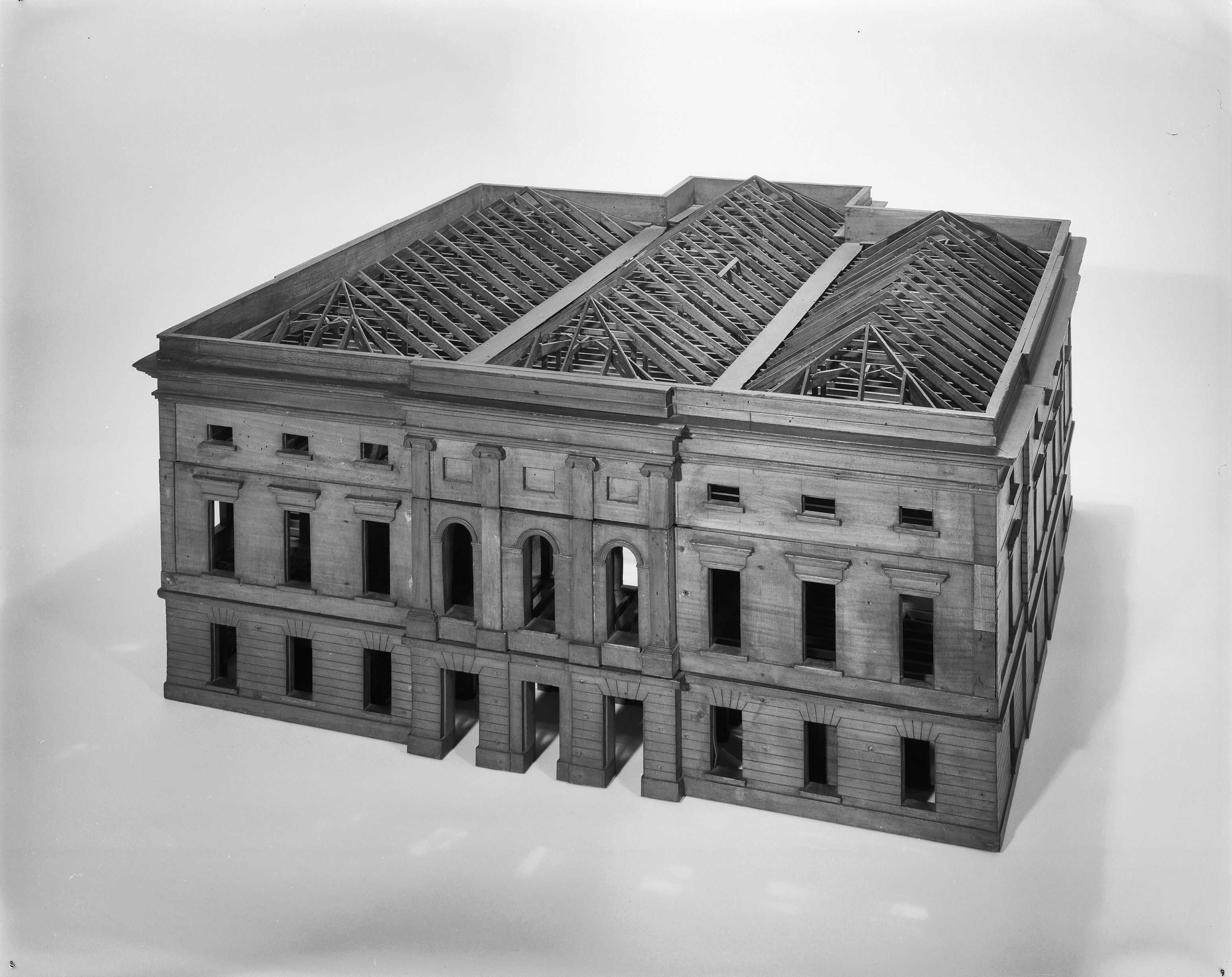
Maquette voor het Gebouw van Kunsten en Wetenschappen in Utrecht uit 1844. Collectie Centraal Museum in Utrecht